# Коефициент на топлопреминаване
Преносът на топлина между два флуида 1 и 2, разделени със някаква преграда, е често срещан случай в практиката. В топлообменниците флуидите са разделени обикновено с тънка метална стена (на тръба) и др. При разглеждането на топлинни загуби в строителството, преградата може да е изолирана или неизолирана тухлена стена.
Най-напред топлината се предава чрез конвекция от флуид 1 към стената, този процес се описва с коефициента на топлопредаване α1. В стената с дебелина d топлината се транспортира чрез топлопроводност и се описва чрез коефициента на топлопроводност λ на стената. От другата страна аналогично се предава топлина от стената към флуида 2 (α2).
Сумарният процес (конвекция + топлопроводност + конвекция) се нарича топлопреминаване или топлопренасяне и се описва чрез коефициента на топлопреминаване K (W/(m2*K)):
{\displaystyle K={\frac {1}{{\frac {1}{\alpha _{1}}}+{\frac {d}{\lambda }}+{\frac {1}{\alpha _{2}}}}}}
В английската литература той се обозначава често с U. Топлинният поток се изчислява по следната формула:
{\displaystyle {\dot {Q}}=K\cdot A\cdot (T_{1}-T_{2}),[W]}
- {\displaystyle {\dot {Q}}} - топлинен поток, W
- A - площта на стената, m2
- T1,T2 - температурата на флуид 1, 2, K

Това уравнение е известно като основно уравнение на топлопренасянето .
В топлообменниците целта е да се постигне максимален топлинен поток. Затова стената е тънка и от материал с висока топлопроводност (обикновено метал: стомана, мед, алуминий и др.). K е по-нисък от най-ниската стойност на α. Така например при нагряването на въздух с гореща вода или пара, α от страната на водата/паратa е висок, но стойностите на коефициента на топлопредаване α за свободна конвекция за въздух са много ниски. По тази причина и K е нисък. За да се подобри топлопренасянето, стената от страната на въздуха се оребрява (това увеличава топлообменната площ) или въздухът се задвижва с вентилатор (принудена конвекция, α нараства).
При изолирането на сгради, обратно, целта е да се минимизира топлинният поток (т.е. топлинните загуби). Стената се покрива с възможно най-дебел слой материал с ниска топлопроводност (топлоизолация). В такъв случай коефициентите на топлопредаване играят малка роля, тъй като топлинното съпротивление е почти изцяло в изолиращия слой. К може да се изчисли приблизително като: 
{\displaystyle K={\frac {\lambda }{d}}}
с дебелината на изолацията d и нейния коефициент на топлопроводност λ.
При оразмеряването на топлообменници може да се приемат следните приблизителни стойности на К (W/(m2*K)) според вида на топлообмена:
- От газ към газ (естествена конвекция): 4-12
- От газ към течност (естествена конвекция): 6-20
- От газ към течност (принудена конвекция): 10-60
- От вода към вода (принудена конвекция): 800-1700
- От течност към течност  (въглеводороди, принудена конвекция): 120-270
- От кондензираща се пара към органични течности: 120-340
- От кондензираща се пара към кипяща течност: 300-2500